# Quintessence
Quintessence – czwarty album studyjny zespołu Borknagar, nagrany został w styczniu 2000 roku w Abyss studio w Szwecji. Przy nagrywaniu albumu nie brali udziału; poprzedni basista zespołu Kai K. Lie,- gre na gitarze przejął wokalista ICS Vortex, Ivar Bjørnson (zastąpiony przez Larsa Nedland'a), oraz Erik Brødreskift "Grim" - którego zastąpił Asgeir Mickelson.

## Lista utworów
1. "Rivalry of Phantoms" – 4:36
2. "The Presence is Ominous" – 4:55
3. "Ruins of the Future" – 4:55
4. "Colossus" – 4:27
5. "Inner Landscape" – 2:51
6. "Invincible" – 4:25
7. "Icon Dreams" – 4:32
8. "Genesis Torn" – 5:16
9. "Embers" – 1:26
10. "Revolt" – 6:05

## Twórcy
- ICS Vortex – śpiew, gitara basowa
- Øystein G. Brun – gitara
- Asgeir Mickelson – perkusja
- Lars Nedland – syntezator, instrumenty klawiszowe
- Jens F. Ryland – gitara